# Groombridge 34
Groombridge 34 o Gliese 15 (GJ 15 AB / HD 1326 AB) es un sistema estelar en la constelación de Andrómeda situado al noroeste de la galaxia de Andrómeda (M31), a 11,6 años luz de distancia del sistema solar. Fue incluido en el «Catálogo de Estrellas Circumpolares» de Stephen Groombridge publicado en 1838, pero su gran movimiento propio no fue descubierto y medido hasta 1860.
Groombridge 34 es una estrella binaria formada por dos enanas rojas con una separación media entre ellas de 147 UA. Se mueven en una órbita circular con un período orbital de aproximadamente 2600 años. Ambas son estrellas fulgurantes, por lo que Groombrige 34 A recibe la denominación de GX Andromedae y Groombridge 34 B la de GQ Andromedae.
Groombridge 34 A (Gliese 15 A / HD 1326 A / LHS 3), de magnitud aparente +8,09, es una estrella de tipo espectral M1.5Vne con una masa de 0,49 masas solares y un radio de 0,34 radios solares. Su luminosidad equivale a un 0,64 % de la luminosidad solar. Groombridge 34 B (Gliese 15 B / HD 1326 B / LHS 4) es más pequeña y tenue: su masa es de 0,16 masas solares y su radio de 0,19 radios solares, siendo 15 veces menos luminosa que su compañera. Las estrellas que se encuentran más próximas a este sistema son Ross 248, a solo 1,8 años luz, el sistema estelar Kruger 60 a 4,9 años luz, y EV Lacertae a 6,2 años luz.